# Paris Combo
Paris Combo — музичний гурт, утворений у Парижі, грає у еклектичному стилі, поєднучи елементи традиційного французького шансону, американського джазу та свінгу, циганської та північно-африканської музики.

## Дискографія
- 1998 — Paris Combo.
- 2001 — Living Room.
- 2002 — Attraction.
- 2003 — Cafe De Flore: Rendez-Vous A Saint-Germain Des Pre.
- 2005 — Motifs.
- 2005 — Live.